# Dioscorea belophylla
Dioscorea belophylla är en enhjärtbladig växtart som först beskrevs av David Prain, och fick sitt nu gällande namn av Voigt och Henry Haselfoot Haines. Dioscorea belophylla ingår i släktet Dioscorea och familjen Dioscoreaceae. Inga underarter finns listade i Catalogue of Life.